# Emilio Knechtle
Emilio Knechtle (* 17. Mai 1922 in der Schweiz; † 16. März 2006 in New Canaan, Connecticut) war ein aus der Schweiz stammender adventistischer Erweckungsprediger.

## Leben
Er wurde 1922 in der Schweiz geboren. Sein Vater war Katholik und seine Mutter Adventistin. Später wanderte er in die USA aus, mit dem Ziel, ein erfolgreicher Geschäftsmann zu werden und viel Geld zu verdienen. Letzteres gelang und er wurde schnell sowohl wohlhabend als auch berühmt.
Bei einem Urlaubs-Aufenthalt in der Dominikanischen Republik, wo er ein Bekehrungserlebnis hatte, wurde er bekennender Christ. Daraufhin wurde er unter anderem von dem amerikanischen Prediger Billy Graham zum Missionar und Erweckungsprediger ausgebildet. Nachdem er Leiter der Presbyterianischen Kirche in New York war, wurde er, auf Grund eines Besuches eines Schweizer Adventisten, selbst Adventist. Ab 1971 arbeitete er als reisender Evangelist der New Yorker Vereinigung der Siebenten-Tags-Adventisten.
Darüber hinaus war Knechtle auch als Autor tätig und publizierte verschiedene Bücher, unter anderem The gospel of Jesus Christ und Christ's Message to the Last Generation. Er hinterliess zudem Bibelstundenmaterial sowie zahlreiche Aufnahmen seiner Predigten.
Emilio Knechtle war verheiratet und hatte sechs Kinder. Am 16. März 2006 verstarb er in New Canaan (Connecticut, USA).

## Theologie
Die Theologie von Emilio Knechtle war innerhalb der adventistischen Theologie stark eschatologisch und identitär geprägt. Viele seiner Predigten betonten die besondere Rolle der STA im Endzeitgeschehen und die Pflicht jedes Einzelnen zur persönlichen Erweckung. Das Zentrum seiner Lehre, wie er selbst vielfach betont, ist die Bedeutung des Kreuzes Christi.

## Veröffentlichungen
- The Gospel of Jesus Christ, Pacific Press, ISBN 978-1572580824
- Christ's Message to the last generation, Review and Herald Publishing Association 1971, ISBN 978-1572580848
- A People Ready for the Return of Jesus, Nebraska Pacific Press 1971[2] ISBN 978-1572580831
- Eden To Eden, Greater New York Conference 1975
- Eden to Eden and Adam to Adam, Greater New York Conference of Seventh-Day Adventists 1975 ISBN 978-1572581050